# Manoir du Plessis
Ne doit pas être confondu avec Manoir du Plessis (Langoëlan).
Le manoir du Plessis est un édifice situé à Dancé, sur le territoire de la commune nouvelle de Perche en Nocé en France.

## Localisation
Le monument est situé dans le département français de l'Orne dans l'ancienne commune de Dancé.

## Historique
Le fief est attesté depuis 1250
L'édifice actuel est daté du XVIe siècle.

## Architecture
L'édifice fait l'objet d'une inscription totale au titre des Monuments historiques depuis le 12 novembre 1990.